# Бале (Мајен)
Бале (фр. Ballée) насеље је и општина у западној Француској у региону Лоара, у департману Мајен која припада префектури Шато Гонтје.
По подацима из 2004. године у општини је живело 719 становника, а густина насељености је износила 46 становника/km². Општина се простире на површини од 14,19 km². Налази се на средњој надморској висини од 56 метара (максималној 88 m, а минималној 37 m).

## Демографија
| 1962. | 1968. | 1975. | 1982. | 1990. | 1999. | 2004. | 2011. |
| ----- | ----- | ----- | ----- | ----- | ----- | ----- | ----- |
| 606   | 624   | 584   | 592   | 586   | 665   | 719   | 727   |

График промене броја становника у току последњих година